# Cancer Man
Cancer Man is de vierde aflevering van het eerste seizoen van de televisieserie Breaking Bad. De aflevering werd voor het eerst uitgezonden in de Verenigde Staten op 17 februari 2008.

## Verhaal
Het gezin van Walter vermoedt dat er iets aan de hand is. Hij vertelt tijdens het eten dat hij longkanker heeft. Walter Junior verwerkt het nieuws erg slecht en Skyler verplicht haar echtgenoot om naar de beste oncoloog te gaan. Die laatste maakt hen duidelijk dat Walter kan genezen, maar de behandeling erg duur is. De mogelijkheid bestaat dat Walter sterft en Skyler met schulden achterlaat, en dat wil hij niet.
Hank heeft op het werk het idee laten vallen dat de stad gecontroleerd wordt door een nieuwe misdaadbaas. Hij weet niet dat hij eigenlijk op zoek is naar zijn schoonbroer.
Het wordt Walter allemaal te veel. Wanneer hij een zelfvoldane man tegen het lijf loopt, is dat de druppel die de emmer doet overlopen. Walter stapt uit zijn wagen en steekt de BMW van de man in brand.

## Cast
- Bryan Cranston - Walter H. White
- Anna Gunn - Skyler White
- Aaron Paul - Jesse Pinkman
- Dean Norris - Hank Schrader
- Betsy Brandt - Marie Schrader
- RJ Mitte - Walter White Jr.